# Aeropedellus turcicus
Aeropedellus turcicus är en insektsart som beskrevs av Karabag 1959. Aeropedellus turcicus ingår i släktet Aeropedellus och familjen gräshoppor. Inga underarter finns listade i Catalogue of Life.